# Bảo hiểm
Bảo hiểm (Tiếng Anh: insurance, Chữ Hán: 保险) là một phương thức cũng như một ngành nghề liên quan tới sự bảo vệ và đền bù trước những tổn thất tài chính. Đó là hình thức quản lý rủi ro, chủ yếu được sử dụng để bảo hiểm cho những rủi ro ngẫu nhiên hoặc tổn thất có thể xảy ra. Một doanh nghiệp cung cấp bảo hiểm được gọi là nhà bảo hiểm, công ty bảo hiểm và được gọi chung là bên bảo hiểm (Tiếng Anh: insurer). Một doanh nghiệp san sẻ hay phân tán rủi ro với bên bảo hiểm một cách độc lập với các chính sách bảo hiểm cơ sở được gọi là nhà tái bảo hiểm, công ty tái bảo hiểm và được gọi chung là bên tái bảo hiểm (hay bên nhượng tái, Tiếng Anh: reinsurer). Người mua bảo hiểm (Tiếng Anh: policyholder) là người đứng ra ký tên và chịu trách nhiệm đóng phí hợp đồng cho một chính sách bảo hiểm nào đó. Những người được hưởng đặc quyền được bồi thường về mặt tài chính khi có tổn thất xảy ra được gọi là người được bảo hiểm (Tiếng Anh: the insured).

## Lịch sử

### Sơ khởi

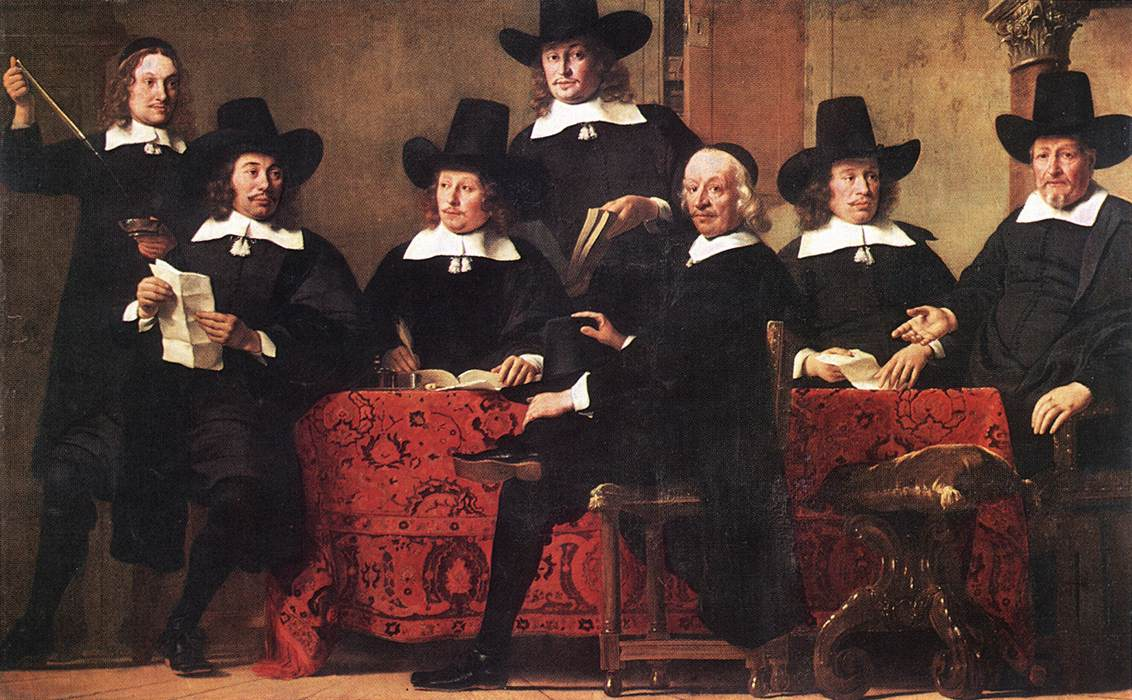
Các thương gia đã tìm kiếm các phương pháp để giảm thiểu rủi ro ngay từ những thời kỳ đầu. Trong ảnh, Các thống đốc của Hiệp hội buôn rượu của Ferdinand Bol, khoảng năm 1680.

Các phương pháp chuyển giao hoặc phân tán rủi ro đã được các thương nhân Babylonia, Trung Hoa và Ấn Độ thực hành từ rất lâu trước đây lần lượt từ thiên niên kỷ thứ 3 và thứ 2 trước Công nguyên. Các thương nhân Trung Quốc đi qua các ghềnh thác đầy nguy hiểm sẽ phân phối lại hàng hóa của họ cho nhiều tàu để hạn chế tổn thất do bất kỳ tàu nào bị lật.
Luật Codex Hammurabi 238 (khoảng năm 1755–1750 TCN) quy định rằng thuyền trưởng tàu biển, quản lý tàu hoặc người thuê tàu đã cứu một con tàu khỏi tổn thất toàn bộ là chỉ được yêu cầu trả một nửa giá trị của con tàu cho chủ tàu. Trong Digesta seu Pandectae (533), tập 2 của mã hóa các luật theo lệnh của Justinian I (527–565) thuộc  Đế chế Đông La Mã, một ý kiến pháp lý được viết bởi Luật gia La Mã  Paulus vào đầu Cuộc khủng hoảng của thế kỷ thứ ba năm 235 sau Công nguyên đã được đưa vào về   Lex Rhodia  ("Luật Rhodia" ) nêu rõ nguyên tắc trung bình chung của bảo hiểm hàng hải được thành lập trên đảo Rhodes vào khoảng năm 1000 đến 800 trước Công nguyên với tư cách là thành viên của Doric Hexapolis, một cách chính đáng bởi  Phoenicia trong cuộc xâm lược Doria được đề xuất và sự nổi lên của Dân tộc trên biển trong thời kỳ đen tối của Hy Lạp (khoảng 1100 – c. 750) dẫn đến sự gia tăng của  phương ngữ tiếng Hy Lạp Doric.

## Tổng quan

### Khái niệm
Có rất nhiều định nghĩa khác nhau về bảo hiểm được xây dựng dựa trên từng góc độ nghiên cứu xã hội, pháp lý, kinh tế, kĩ thuật, nghiệp vụ...)
- Định nghĩa 1: Bảo hiểm là sự đóng góp của số đông vào sự bất hạnh của số ít
- Định nghĩa 2: Bảo hiểm là một nghiệp vụ qua đó, một bên là người được bảo hiểm cam đoan trả một khoản tiền gọi là phí bảo hiểm thực hiện mong muốn để cho mình hoặc để cho một người thứ 3 trong trường hợp xảy ra rủi ro sẽ nhận được một khoản đền bù các tổn thất được trả bởi một bên khác: đó là người bảo hiểm. Người bảo hiểm nhận trách nhiệm đối với toàn bộ rủi ro và đền bù các thiệt hại theo các phương pháp của thống kê

Bảo hiểm có thể định nghĩa là một phương sách hạ giảm rủi ro bằng cách kết hợp một số lượng đầy đủ các đơn vị đối tượng để biến tổn thất cá thể thành tổn thất cộng đồng và có thể dự tính được. Các định nghĩa trên thường thiên về một góc độ nghiên cứu nào đó (hoặc thiên về xã hội - định nghĩa 1, hoặc thiên về kinh tế, luật pháp - định nghĩa 2, hoặc thiên về kỹ thuật tính - định nghĩa 3).
Một định nghĩa vừa đáp ứng được khía cạnh xã hội (dùng cho bảo hiểm xã hội) vừa đáp ứng được khía cạnh kinh tế (dùng cho bảo hiểm thương mại) và vừa đầy đủ về khía cạnh kỹ thuật và pháp lý có thể phát biểu như sau: Bảo hiểm là một hoạt động qua đó một cá nhân có quyền được hưởng trợ cấp nhờ vào một khoản đóng góp cho mình hoặc cho người thứ 3 trong trường hợp xảy ra rủi ro. Khoản trợ cấp này do một tổ chức trả, tổ chức này có trách nhiệm đối với toàn bộ các rủi ro và đền bù các thiệt hại theo các phương pháp của thống kê

### Đặc điểm
- Bảo hiểm là một loại dịch vụ đặc biệt (bảo hiểm là một sản phẩm vô hình và chu trình đảo ngược)
- Bảo hiểm vừa mang tính bồi hoàn, vừa mang tính không bồi hoàn;

### Vai trò
- Bảo toàn vốn sản xuất kinh doanh và ổn định đời sống của người tham gia bảo hiểm;
- Đề phòng và hạn chế tổn thất;
- Bảo hiểm là một công cụ tín dụng;
- Góp phần thúc đẩy phát triển quan hệ kinh tế giữa các nước thông qua hoạt động tái bảo hiểm.

## Hình thức

### Bảo hiểm xã hội
Bảo hiểm xã hội là loại hình bảo hiểm do nhà nước tổ chức và quản lý nhằm thỏa mãn các nhu cầu vật chất ổn định cuộc sống của người lao động và gia đình họ khi gặp những rủi ro làm giảm hoặc mất khả năng lao động. Hệ thống các chế độ bảo hiểm xã hội theo khuyến nghị của Tổ chức Lao động Quốc tế ILO tại Công ước Geneva năm 1952 gồm
- Chăm sóc y tế;
- Trợ cấp ốm đau;
- Trợ cấp thất nghiệp;
- Trợ cấp tuổi già;
- Trợ cấp tai nạn lao động và bệnh nghề nghiệp;
- Trợ cấp gia đình;
- Trợ cấp sinh sản;
- Trợ cấp tàn phế;
- Trợ cấp cho người bị mất người nuôi dưỡng.

Ở Việt Nam, Bảo hiểm Xã hội Việt Nam thực hiện 7 chế độ
- Bảo hiểm thất nghiệp;
- Trợ cấp ốm đau;
- Trợ cấp thai sản;
- Trợ cấp tai nạn lao động và bệnh nghề nghiệp;
- Trợ cấp hưu trí;
- Trợ cấp tử tuất.
- Bảo hiểm y tế

Cơ chế hình thành và sử dụng quỹ bảo hiểm xã hội: Nguồn hình thành quỹ bảo hiểm xã hội
- Người sử dụng lao động đóng góp;
- Người lao động đóng góp một phần tiền lương của mình;thu từ các đối tượng tham gia BHXH tự nguyện
- Nhà nước đóng góp và hỗ trợ.

Sử dụng quỹ bảo hiểm xã hội
Chi các khoản trợ cấp và chi phí cho người tham gia bảo hiểm xã hội trong các trường hợp:
- Gặp phải các biến cố đã quy định trong chế độ bảo hiểm xã hội;
- Người được bảo hiểm là thành viên của bảo hiểm xã hội;
- Đóng bảo hiểm xã hội đều đặn;
- Chi khác: chi quản lý, nộp bảo hiểm y tế theo quy định, chi hoa hồng đại lý, v.v...

### Bảo hiểm y tế
Bảo hiểm y tế là các quan hệ kinh tế gắn liền với việc huy động các nguồn tài lực từ sự đóng góp của những người tham gia bảo hiểm để hình thành quỹ bảo hiểm, và sử dụng quỹ để thanh toán các chi phí khám chữa bệnh cho người được bảo hiểm khi ốm đau.
Đặc điểm của bảo hiểm y tế
- Vừa mang tính chất bồi hoàn, vừa mang tính chất không bồi hoàn;
- Quá trình phân phối quỹ bảo hiểm y tế gắn chặt với chức năng giám đốc bằng đồng tiền đối với mục đích tạo lập và sử dụng quỹ.

Nguyên tắc hoạt động của bảo hiểm y tế
- Vì quyền lợi của người tham gia bảo hiểm và bảo đảm an toàn sức khỏe cho cộng đồng;
- Chỉ bảo hiểm cho những rủi ro không lường trước được, không bảo hiểm những rủi ro chắc chắn sẽ xảy ra hoặc đã xảy ra;
- Hoạt động dựa trên nguyên tắc số đông bù số ít.

Đối tượng của bảo hiểm y tế
Đối tượng của bảo hiểm y tế là sức khỏe của người được bảo hiểm (rủi ro ốm đau, bệnh tật,...).
Hình thức của bảo hiểm y tế
- Bảo hiểm y tế bắt buộc;
- Bảo hiểm y tế tự nguyện.

Phạm vi của bảo hiểm y tế
- Bảo hiểm y tế là một chính sách xã hội của mọi quốc gia trên thế giới do chính phủ tổ chức thực hiện, nhằm huy động sự đóng góp của mọi tầng lớp trong xã hội để thanh toán chi phí y tế cho người tham gia bảo hiểm;
- Người tham gia bảo hiểm y tế khi gặp rủi ro về sức khỏe được thanh toán chi phí khám chữa bệnh với nhiều mức khác nhau tại các cơ sở y tế;
- Một số loại bệnh mà người đến khám bệnh được ngân sách nhà nước đài thọ theo quy định; cơ quan bảo hiểm y tế không phải chi trả trong trường hợp này.

Cơ chế hình thành và sử dụng quỹ bảo hiểm y tế: Hình thành quỹ bảo hiểm y tế
- Ngân sách nhà nước cấp;
- Tài trợ của các tổ chức xã hội, từ thiện;
- Phí bảo hiểm y tế của người tham gia bảo hiểm, đối với người nghỉ hưu, mất sức: do bảo hiểm xã hội đóng góp;
- Phí bảo hiểm của tổ chức sử dụng người lao động.

Sử dụng quỹ bảo hiểm y tế
- Thanh toán chi phí y tế cho người tham gia bảo hiểm theo định mức;
- Chi dự trữ, dự phòng;
- Chi cho đề phòng hạn chế tổn thất;
- Chi phí quản lý;
- Chi trợ giúp cho hoạt động nâng cấp các cơ sở y tế.

### Bảo hiểm kinh doanh
Trên góc độ tài chính, bảo hiểm kinh doanh là một hoạt động dịch vụ tài chính nhằm phân phối lại những tổn thất khi rủi ro xảy ra. Trên góc độ pháp lý, bảo hiểm kinh doanh thực chất là một bản cam kết mà một bên đồng ý bồi thường cho bên kia khi gặp rủi ro nếu bên kia đóng phí bảo hiểm. Do đó, bảo hiểm kinh doanh là các quan hệ kinh tế gắn liền với việc huy động các nguồn tài chính thông qua sự đóng góp của các tổ chức và cá nhân tham gia bảo hiểm.
Đặc điểm của bảo hiểm kinh doanh:
- Người tham gia bảo hiểm phải đóng phí bảo hiểm;
- Là một biện pháp hiệu quả nhất cho nhu cầu phát triển sản xuất kinh doanh của doanh nghiệp và an toàn với đời sống cộng đồng.

Nguyên tắc của bảo hiểm kinh doanh:
- Bảo đảm quyền và lợi ích hợp pháp của người tham gia bảo hiểm cũng như doanh nghiệp kinh doanh bảo hiểm.
- Doanh nghiệp bảo hiểm hoạt động theo nguyên tắc hạch toán kinh doanh.
- Doanh nghiệp bảo hiểm hoạt động tuân theo luật pháp quy định cho doanh nghiệp nói chung, và cho doanh nghiệp bảo hiểm nói riêng.
- Doanh nghiệp bảo hiểm hoạt động theo nguyên tắc lấy số đông bù số ít.
- Doanh nghiệp bảo hiểm phải tuân thủ nguyên tắc an toàn tài chính.

Hình thức của bảo hiểm kinh doanh:
Căn cứ vào đối tượng bảo hiểm
1. Bảo hiểm tài sản:
  - Bảo hiểm hàng hóa xuất nhập khẩu;
  - Bảo hiểm thân tàu, thuyền, ô tô,...;
  - Bảo hiểm hỏa hoạn.
2. Bảo hiểm trách nhiệm dân sự;
3. Bảo hiểm con người
4. Căn cứ vào lĩnh vực hoạt động:
  - Bảo hiểm nhân thọ;
  - Bảo hiểm phi nhân thọ.

Căn cứ vào tính chất hoạt động
1. Bảo hiểm tự nguyện;
2. Bảo hiểm bắt buộc.

Cơ chế, phân phối và sử dụng quỹ bảo hiểm kinh doanh: Cơ chế hình thành quỹ bảo hiểm kinh doanh
- Vốn kinh doanh;
- Doanh thu và thu nhập.

Phân phối và sử dụng quỹ bảo hiểm kinh doanh
- Ký quỹ;
- Quỹ dự trữ bắt buộc;
- Bồi thường tổn thất và trả tiền bảo hiểm;
- Dự phòng nghiệp vụ;
- Nghĩa vụ đối với ngân sách nhà nước;
- Chế độ phân phối lợi nhuận.

### Bảo hiểm thương mại
Bảo hiểm thương mại hay hoạt động kinh doanh bảo hiểm được thực hiện bởi các tổ chức kinh doanh bảo hiểm trên thị trường bảo hiểm thương mại. Bảo hiểm thương mại chỉ những hoạt động mà ở đó các doanh nghiệp bảo hiểm chấp nhận rủi ro trên cơ sở người được bảo hiểm đóng một khoản tiền gọi là phí bảo hiểm để doanh nghiệp bảo hiểm bồi thường hay trả tiền bảo hiểm khi xảy ra các rủi ro đã thỏa thuận trước trên hợp đồng. 
Nội dung Bảo hiểm thương mại: Nội dung của hoạt động kinh doanh bảo hiểm, ngoài mối quan hệ giữa doanh nghiệp bảo hiểm với khách hàng của mình (gọi là Người mua bảo hiểm) còn được thể hiện trong mối quan hệ giữa người bảo hiểm gốc và người nhận tái bảo hiểm khi thực hiện tái bảo hiểm và bao hàm các hoạt động của trung gian bảo hiểm như: môi giới, đại lý.... Nhà bảo hiểm thương mại hoạt động kinh doanh nhằm mục đích thu lợi nhuận trong việc đảm bảo rủi ro cho khách hàng của mình.
Lợi ích: Trong cuộc sống hàng ngày, lúc này hay lúc khác, dù không hề mong muốn và dù khoa học kỹ thuật có tiến bộ đến đâu, người ta vẫn có thể phải gánh chịu những rủi ro tổn thất bất ngờ. Tác động của rủi ro làm cho con người không thu hái được kết quả như đã dự định trước và tạo ra sự ngưng trệ quá trình sản xuất, sinh hoạt của xã hội. Đó chính là tiền đề khách quan cho sự ra đời của các loại quỹ dự trữ bảo hiểm nói chung và hoạt động bảo hiểm thương mại nói riêng. Tồn tại song song với các quỹ dự trữ khác, Bảo hiểm thương mại đóng vai trò như một công cụ an toàn thực hiện chức năng bảo vệ con người, bảo vệ tài sản cho kinh tế và xã hội. Cụ thể là:
 Đối với người dân, bảo hiểm đảm bảo cho họ về mặt tài chính nhằm khắc phục hậu quả khi bất ngờ gặp rủi ro tai nạn hay bệnh tật như chi phí điều trị, viện phí, thu nhập mất giảm…Bảo hiểm nhân thọ còn cung cấp những chương trình tiết kiệm và là người đại diện đầu tư mang lại lợi tức cho khách hàng.
 Đối với các doanh nghiệp, tham gia bảo hiểm giúp các doanh nghiệp với việc bỏ ra
một khoản phí bảo hiểm ổn định và nhỏ có thể hoán chuyển rủi ro - những yếu tố không ổn định và tổn thất không lường trước được sang cho nhà bảo hiểm. Nhờ vậy, các doanh nghiệp an tâm sản xuất và khi có những tổn thất xảy ra, bồi thường bảo hiểm sẽ giúp họ nhanh chóng khôi phục quá trình kinh doanh.
 Đối với ngân hàng thương mại, bảo hiểm đảm bảo cho khả năng hoàn trả vốn vay của doanh nghiệp – người đi vay trong những trường hợp gặp rủi ro tổn thất. Mặt khác, các loại hình bảo hiểm nhân thọ còn giúp các ngân hàng an tâm triển khai các loại hình tín dụng tiêu dùng cho người dân.
 Hoạt động bảo hiểm phát triển.góp phần cải thiện môi trường đầu tư, giảm thiểu rủi ro trong đầu tư tạo ra môi trường thuận lợi cho việc hợp tác kinh tế, kỹ thuật, thương mại và thu hút vốn đầu tư nước ngoài. Mặt khác hoạt động bảo hiểm còn mang về cho kinh tế quốc dân một khoản ngoại tệ đáng kể.
 Bảo hiểm chẳng những có tác dụng bồi thường tổn thất sau khi có rủi ro phát sinh mà còn góp phần rất lớn cho việc đề phòng rủi ro và hạn chế tổn thất. Nhà bảo hiểm thường sử dụng những chuyên gia giỏi, tổ chức các dự án nghiên cứu, tư vấn – tài trợ cho cơ quan quản lý nhà nước áp dụng các biện pháp phòng ngừa rủi ro và hạn chế tổn thất hoặc tư vấn cho khách hàng tăng cường quản trị rủi ro ở đơn vị mình.
 Bên cạnh đó, các doanh nghiệp bảo hiểm với việc nắm giữ quỹ tiền tệ bảo hiểm rất lớn nhưng tạm thời nhàn rỗi đã trở thành những nhà đầu tư lớn. Bảo hiểm vì vậy còn có vai trò trung gian tài chính là một kênh huy động và cấp vốn có hiệu cho nền kinh tế. Đặc biệt, ở nhiều nước phát triển, các nhà bảo hiểm còn bảo hiểm cho trái phiếu nhất là trái phiếu đô thị. Điều nầy làm tăng tính an toàn của trái phiếu đô thi, giúp cho chính quyền trung ương và địa phương thu hút vốn từ dân cư, đầu tư cho các dự án y tế, giáo dục, công trình phúc lợi và cơ sở hạ tầng.
 Với những lợi ích nói trên, bảo hiểm đã ra đời từ rất lâu và ngày càng phát triển. Trong những năm gần đây, hàng năm, trên toàn thế giới, số phí bảo hiểm thu được lên đến hàng ngàn tỷ đô la Mỹ (năm 2001: trên 2400 tỷ), trung bình mỗi cư dân trên hành tinh chúng ta mỗi năm bỏ ra 393 USD cho việc tham gia bảo hiểm, trong đó, 235 USD cho BHNT và 158 USD cho BHPNT. Ở nhiều nước, bảo hiểm chiếm tỷ lệ đáng kể trong GDP (Ví dụ, Hàn Quốc: 12%, Nhật Bản: 11%, Mã Lai: 5%). Hàng năm, bảo hiểm cũng đã góp phần đáng kể trong việc khắc phục hậu quả của những tổn thất đặc biệt là các tổn thất thảm họa. 
Đặc điểm của Bảo hiểm thương mại: Nhìn chung, bảo hiểm thương mại có một số đặc điểm cơ bản sau:
 Trước tiên, hoạt động bảo hiểm thương mại là một hoạt động thỏa thuận (nên còn gọi là bảo hiểm tự nguyện);
 Hai là, sự tương hổ trong bảo hiểm thương mại được thực hiện trong một "cộng đồng có giới hạn", một "nhóm đóng";
 Ba là, bảo hiểm thương mại cung cấp dịch vụ đảm bảo không chỉ cho các rủi ro bản thân) mà còn cho cả rủi ro tài sản và trách nhiệm dân sự.
Nguyên tắc hoạt động cơ bản của Bảo hiểm thương mại thì hoạt động bảo hiểm nói chung, hoạt động bảo hiểm thương mại nói riêng tạo ra được một "sự đóng góp của số đông vào sự bất hạnh của số ít" trên cơ sở quy tụ nhiều người có cùng rủi ro thành cộng đồng nhằm phân tán hậu quả tài chính của những vụ tổn thất. Số người tham gia càng đông, tổn thất càng phân tán mỏng, rủi ro càng giảm thiểu ở mức độ thấp nhất thể hiện ở mức phí bảo hiểm phải đóng là nhỏ nhất đủ để mỗi người đó không ảnh hưởng gì quan trọng đến hoạt động sinh hoạt sản xuất của mình. Hoạt động theo quy luật số đông, đó là nguyên tắc cơ bản nhất của bảo hiểm. 
Bên cạnh đó, đám đông tham gia vào cộng đồng càng lớn thể hiện nhu cầu bảo hiểm càng tăng theo đà phát triển của nền kinh tế - xã hội, những người được bảo hiểm không thể và cũng không cần biết nhau, họ chỉ biết người quản lý cộng đồng (doanh nghiệp bảo hiểm) là người nhận phí bảo hiểm và cam kết sẽ bồi thường cho họ khi có rủi ro tổn thất xảy ra. Hoạt động bảo hiểm thương mại tạo ra được một sự hoán chuyển rủi ro từ những người được bảo hiểm qua người bảo hiểm trên cơ sở một văn bản pháp lý: Hợp đồng bảo hiểm. Điều này đã tạo ra một rủi ro mới đe dọa mối quan hệ giữa 2 bên trên hợp đồng. Dịch vụ bảo hiểm thương mại là một lời cam kết, liệu lúc xảy ra tổn thất, doanh nghiệp bảo hiểm có thực hiện hoặc có khả năng thực hiện cam kết của mình hay không trong khi phí bảo hiểm đã được trả theo "nguyên tắc ứng trước". Ngược lại các rủi ro, tổn thất được bảo hiểm được minh thị rõ ràng trên hợp đồng, liệu có sự man trá của phía người được bảo hiểm hay không để nhận hưởng tiền bảo hiểm. Như vậy, mối quan hệ giữa 2 bên trên hợp đồng bảo hiểm gắn liền với sự tin tưởng lẫn nhau và điều này đòi hỏi phải đảm bảo nguyên tắc cơ bản thứ hai: Nguyên tắc trung thực.
Các nét khác nhau cơ bản giữa Bảo hiểm thương mại và Bảo hiểm xã hội:
- Bảo hiểm thương mại được thực hiện bởi các doanh nghiệp bảo hiểm nhằm mục đích cung cấp cho xã hội một loại hàng hóa, dịch vụ "an toàn", trên cơ sở đó, nhà bảo hiểm tìm kiếm một khoản lợi nhuận kinh doanh bảo hiểm. Trong khi đó, Bảo hiểm xã hội được thực hiện bởi cơ quan bảo hiểm xã hội  một tổ chức sự nghiệp của nhà nước nhằm chăm lo phúc lợi xã hội. Nói cách khác, Mối quan hệ của Bảo hiểm thương mại nẩy sinh mang tính chất tự nguyện, còn Mối quan hệ của Bảo hiểm xã hội mang tính chất bắt buộc.
- Nội dung bảo hiểm thương mại rất rộng. Bảo hiểm thương mại không chỉ đảm bảo cho các rủi ro về con người như Bảo hiểm xã hội mà còn đảm bảo các rủi ro của các đối tượng khác như tài sản (công trình, nhà cửa, nhà xưởng, hàng hóa, phương tiện sản xuất kinh doanh và sinh hoạt) và trách nhiệm (trách nhiệm công cộng, trách nhiệm sản phẩm,...);
- Bảo hiểm thương mại có mức phí, mức chi trả bồi thường phụ thuộc vào thỏa thuận phù hợp theo nhu cầu (xuất phát từ giá trị tài sản được bảo hiểm, số tiền bảo hiểm lựa chọn, mức độ quan trọng của rủi ro,...) và khả năng của Người được bảo hiểm, thông thường nghĩa vụ và quyền lợi trên Hợp đồng bảo hiểm là tương xứng nhau. Ngược lại, phí bảo hiểm của Bảo hiểm xã hội được xác định theo thu nhập của người lao động (theo tỷ lệ phần trăm trên lương) chứ không theo tình trạng sức khỏe, tuổi thọ của họ.
- Mối quan hệ của Người được bảo hiểm và Người bảo hiểm trong Bảo hiểm thương mại là có thời hạn và thông thường là ngắn hạn (bảo hiểm phi nhân thọ). Ngược lại mối quan hệ giữa Người lao động và cơ quan bảo hiểm xã hội là dài hạn, trọn đời.
- Cộng đồng Người được bảo hiểm của Bảo hiểm thương mại là một “nhóm đóng” có giới hạn trong một thời kỳ nhất định còn đối với Bảo hiểm xã hội đó lại là một “nhóm mở” có đầu vào và đầu ra là các thế hệ người lao động nối tiếp nhau.

Phân loại Bảo hiểm thương mại: Phân loại theo đối tượng bảo hiểm:
Căn cứ vào đối tượng bảo hiểm thì toàn bộ các loại hình nghiệp vụ bảo hiểm được chia thành ba nhóm: bảo hiểm tài sản, bảo hiểm con người và bảo hiểm trách nhiệm dân sự: 
- Bảo hiểm tài sản: là loại bảo hiểm lấy tài sản làm đối tượng bảo hiểm. Khi xảy ra rủi ro tổn thất về tài sản như mất mát, hủy hoại về vật chất, người bảo hiểm có trách nhiệm bồi thường cho người được bảo hiểm căn cứ vào giá trị thiệt hại thực tế và mức độ đảm bảo thuận tiện hợp đồng;
- Bảo hiểm con người (bảo hiểm nhân thọ): đối tượng của các loại hình này, chính là tính mạng, thân thể, sức khỏe của con người. Người ký kết hợp đồng bảo hiểm, nộp phí bảo hiểm để thực hiện mong muốn nếu như rủi ro xảy ra làm ảnh hưởng tính mạng, sức khỏe của người được bảo hiểm thì họ hoặc một người thụ hưởng hợp pháp khác sẽ nhận được khoản tiền do người bảo hiểm trả. Bảo hiểm con người có thể là bảo hiểm nhân thọ hoặc bảo hiểm tai nạn – bệnh.
- Bảo hiểm trách nhiệm dân sự: Đối tượng bảo hiểm là trách nhiệm phát sinh do ràng buộc của các quy định trong luật dân sự, theo đó, người được bảo hiểm phải bồi thường bằng tiền cho người thứ 3 những thiệt hại gây ra do hành vi của mình hoặc do sự vận hành của tài sản thuộc sở hữu của chính mình. Bảo hiểm trách nhiệm dân sự có thể là bảo hiểm trách nhiệm nghề nghiệp hoặc bảo hiểm trách nhiệm công cộng.

Phân loại theo kỹ thuật bảo hiểm:
Theo cách phân loại này các loại hình bảo hiểm được chia ra làm 2 loại: loại dựa trên kỹ thuật "phân bổ" và loại dựa trên kỹ thuật "tồn tích vốn".
- Các loại bảo hiểm dựa trên kỹ thuật phân bổ: là các loại bảo hiểm đảm bảo cho các rủi ro có tính chất ổn định (tương đối) theo thời gian và thường độc lập với tuổi thọ con người (nên gọi là bảo hiểm phi nhân thọ). Hợp đồng bảo hiểm loại này thường là ngắn hạn (một năm);
- Các loại bảo hiểm dựa trên kỹ thuật tồn tích vốn: là các loại bảo hiểm đảm bảo cho các rủi ro có tính chất thay đổi (rõ rệt) theo thời gian và đối tượng, thường gắn liền với tuổi thọ con người (nên gọi là bảo hiểm nhân thọ). Các hợp đồng loại này thường là trung và dài hạn (10 năm, 20 năm, trọn đời...).

Phân loại theo tính chất của tiền bảo hiểm trả:
- Các loại bảo hiểm có số tiền bảo hiểm trả theo nguyên tắc bồi thường: Theo nguyên tắc này, số tiền mà người bảo hiểm trả cho người được bảo hiểm không bao giờ vượt quá giá trị thiệt hại thực tế mà anh ta đã phải gánh chịu. Các loại bảo hiểm này gồm có: bảo hiểm tài sản và bảo hiểm trách nhiệm dân sự (gọi chung là bảo hiểm thiệt hại). Với loại bảo hiểm nầy, về nguyên tắc, người mua bảo hiểm không được ký hợp đồng trên giá hoặc bảo hiểm trùng ;
- Các loại bảo hiểm có số tiền bảo hiểm trả theo nguyên tắc khoán: Người được

bảo hiểm sẽ nhận được số tiền khoán theo đúng mức mà họ đã thỏa thuận trước trên hợp đồng bảo hiểm với người bảo hiểm tùy thuộc và phù hợp với nhu cầu cũng như khả năng đóng phí. Đây chính là các loại bảo hiểm nhân thọ và một số trường hợp của bảo hiểm tai nạn, bệnh tật. Với loại bảo hiểm nầy, về nguyên tắc, người mua bảo hiểm có thể cùng một lúc ký nhiều hợp đồng bảo hiểm cho một đối tương và không bị hạn chế số tiền bảo hiểm 
Phân loại theo phương thức quản lý:
Với cách phân loại này, các nghiệp vụ bảo hiểm thương mại được chia làm 2 hình thức: bắt buộc và tự nguyện
- Bảo hiểm tự nguyện: Là những loại bảo hiểm mà hợp đồng được kết lập dựa hoàn toàn trên sự cân nhắc và nhận thức của người được bảo hiểm. Đây là tính chất vốn có của bảo hiểm thương mại khi nó có vai trò như là một hoạt động dịch vụ cho sản xuất và sinh hoạt con người.
- Bảo hiểm bắt buộc: Được hình thành trên cơ sở luật định nhằm bảo vệ lợi ích của nạn nhân trong các vụ tổn thất và bảo vệ lợi ích của toàn bộ nền kinh tế - xã hội. Các hoạt động nguy hiểm có thể dẫn đến tổn thất con người và tài chính trầm trọng gắn liền với trách nhiệm dân sự nghề nghiệp thường là đối tượng của sự bắt buộc này. Ví dụ: bảo hiểm trách nhiện dân sự chủ xe cơ giới, trách nhiệm dân sự của thợ săn... Tuy nhiên, sự bắt buộc chỉ là bắt buộc người có đối tượng mua bảo hiểm chứ không bắt buộc mua bảo hiểm ở đâu. Tính chất tương thuận của hợp đồng bảo hiểm được ký kết vẫn còn nguyên vì người được bảo hiểm vẫn tự do lựa chọn nhà bảo hiểm cho mình.

## Các cam kết
Các điều khoản loại trừ phổ biến
Bảo hiểm nhân thọ:
- Tử hình
- Bị nhiễm HIV
- Tự tử trong vòng 24 tháng
- Trục lợi bảo hiểm

Các thuật ngữ bảo hiểm thường gặp trong đơn bảo hiểm:
- Số tiền bảo hiểm
- Mức miễn thường/Mức khấu trừ
- Hạn mức trách nhiệm
- Khấu hao tài sản
- Tỉ lệ phí bảo hiểm

## So với cá cược
Một số người cho rằng việc tham gia bảo hiểm cũng giống như một loại cá cược. Công ty bảo hiểm sẽ đặt cược rằng bạn hoặc tài sản của bạn sẽ không phải gánh chịu tổn thất trong khi bạn đang sử dụng tiền vào việc khác. Có thể hiểu một cách đại khái rằng: sự chênh lệch giữa phí bảo hiểm và khoản tiền giới hạn trách nhiệm của công ty bảo hiểm được tính theo tỉ lệ ( tương tự như việc chơi cá ngựa với tỉ lệ 10:1). Chính vì lí do này, rất nhiều các nhóm tôn giáo (bao gồm Amish và Hồi giáo) đã không tham gia bảo hiểm, thay vào đó họ trông chờ vào sự hỗ trợ của cộng đồng khi có thảm họa xảy ra. Hay nói cách khác, cộng đồng này sẽ hỗ trợ họ phục hồi lại tổn thất bị mất.
Tuy nhiên, cách thức này không hỗ trợ một cách hiệu quả đối với các rủi ro lớn. Ngay cả các công ty bảo hiểm ở Phương Tây cũng gặp khó khăn khi đối phó với các rủi ro lớn. Ví dụ như lũ lụt xảy ra sẽ làm ảnh hưởng đến gần như toàn bộ thành phố, và công ty bảo hiểm sẽ gặp rất nhiều khó khăn khi phải thực hiện việc bồi thường. Ví dụ điển hình đó là lũ lụt ở New Orleans, 2005. Tương tự, các tổn thẩt do chiến tranh và động đất cũng bị loại trừ. Tuy nhiên, vẫn có thể bảo hiểm cho những tổn thất lũ lụt và động đất thông qua hình thức tái bảo hiểm.
Trong các trò chơi cá cước, thì mức tỉ lệ đã được xác định ngay từ đầu trò chơi và không chịu tác động bởi người chơi. Còn đối với việc tham gia bảo hiểm, ví dụ như bảo hiểm cháy, người tham gia bảo hiểm được yêu cầu là phải tìm cách giảm thiểu rủi ro: lắp các thiết bị báo cháy và sử dụng các vật liệu chống cháy để giảm thiểu những tổn thất gây ra bởi cháy. Bên cạnh đó, doanh nghiệp bảo hiểm cũng giúp thực hiện việc giảm thiểu tổn thất khi có rủi ro gây nên.
Như vây, bảo hiểm tương tự như cá cược ở góc độ rủi ro, nhưng có sự khác biệt về động cơ (tìm kiếm rủi ro hay tránh né rủi ro). Đối với trò cá cược, bạn không có sự lựa chọn nào khác hoặc thua hoặc thắng. Nhưng đối với bảo hiểm, bạn có thể quản lí rủi ro mà bạn không thể nào tránh được hoặc rủi ro thuần túy mà bạn không đoán trước được khả năng xảy ra. Quản trị rủi ro là việc xác định và kiểm soát rủi ro. Tránh né, giảm thiểu hay chuyển giao rủi ro là cách thức tạo sự dự đoán tốt hơn cho người tiêu dùng hay doanh nghiệp để họ đạt tối đa lợi ích trong các cơ hội của mình. Cá cược cũng được xem là loại rủi ro không được bảo hiểm.